# Liste der französischen Botschafter in Luxemburg

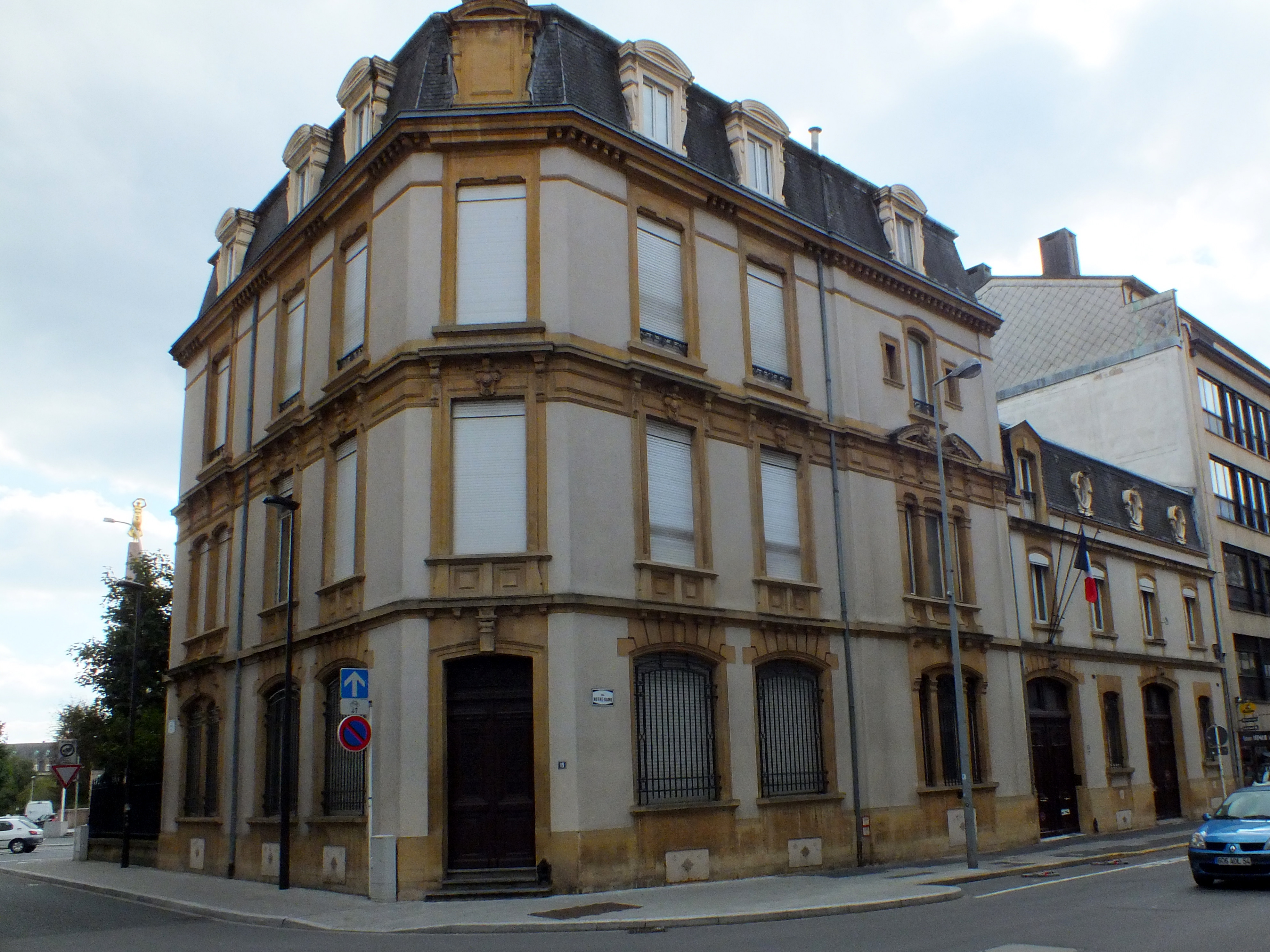
Residenz des französischen Botschafters in der Rue Notre-Dame 19, Luxemburg-Stadt

Botschafter der Französischen Republik im Großherzogtum Luxemburg. Bis zum 10. September 1955 hatte der ranghöchste Vertreter Frankreichs in Luxemburg den Rang eines Gesandten.

## Missionschefs
| Bild | Amtsantritt    | Amtsende       | Name                                   | Anmerkungen |
| ---- | -------------- | -------------- | -------------------------------------- | ----------- |
|      | Juni 1942      | Januar 1945    | Maurice Dejean                         |             |
|      | Februar 1945   | Juni 1946      | Armand Blanquet du Chayla              |             |
|      | Juni 1946      | September 1957 | Pierre Saffroy                         |             |
|      | September 1957 | April 1962     | Édouard-Félix Guyon                    |             |
|      | April 1962     | August 1964    | Jean Vyau de Lagarde                   |             |
|      | August 1964    | Juni 1969      | Jacques-Émile Paris                    |             |
|      | Juni 1969      | August 1971    | Renaud Sivan                           |             |
|      | August 1971    | März 1973      | Gérard Raoul-Duval                     |             |
|      | März 1973      | Oktober 1975   | Robert Luc                             |             |
|      | Oktober 1975   | Mai 1978       | Marie-Madeleine Dienesch               |             |
|      | Mai 1978       | Mai 1982       | Camille d'Ornano                       |             |
|      | Mai 1982       | März 1985      | Jean Meadmore                          |             |
|      | März 1985      | August 1987    | Marie-Thérèse de Corbie                |             |
|      | August 1987    | Mai 1989       | Jacques Posier                         |             |
|      | Mai 1989       | August 1993    | Gérard Julienne                        |             |
|      | August 1993    | März 1995      | Jacques Humann                         |             |
|      | März 1995      | Januar 1998    | Jacques Leclerc                        |             |
|      | Januar 1998    | März 2002      | Jane Debenest                          |             |
|      | April 2002     | Dezember 2004  | Pierre Garrigue-Guyonnaud              |             |
|      | Dezember 2004  | August 2007    | Bernard Pottier                        |             |
|      | Dezember 2007  | August 2011    | Charles de Bancalis de Maurel d’Aragon |             |
|      | Juni 2011      | Januar 2013    | Jean-François Terral                   |             |
|      | Februar 2013   | April 2017     | Guy Yelda                              |             |
|      | April 2017     | August 2021    | Bruno Perdu                            |             |
|      | September 2021 | -              | Claire Lignières-Counathe              |             |